# I Do What I Like
I Do What I Like è un brano musicale del gruppo irlandese The Corrs, pubblicato nel 2016 come secondo singolo estratto dall'album White Light uscito a novembre 2015. 